# British Academy

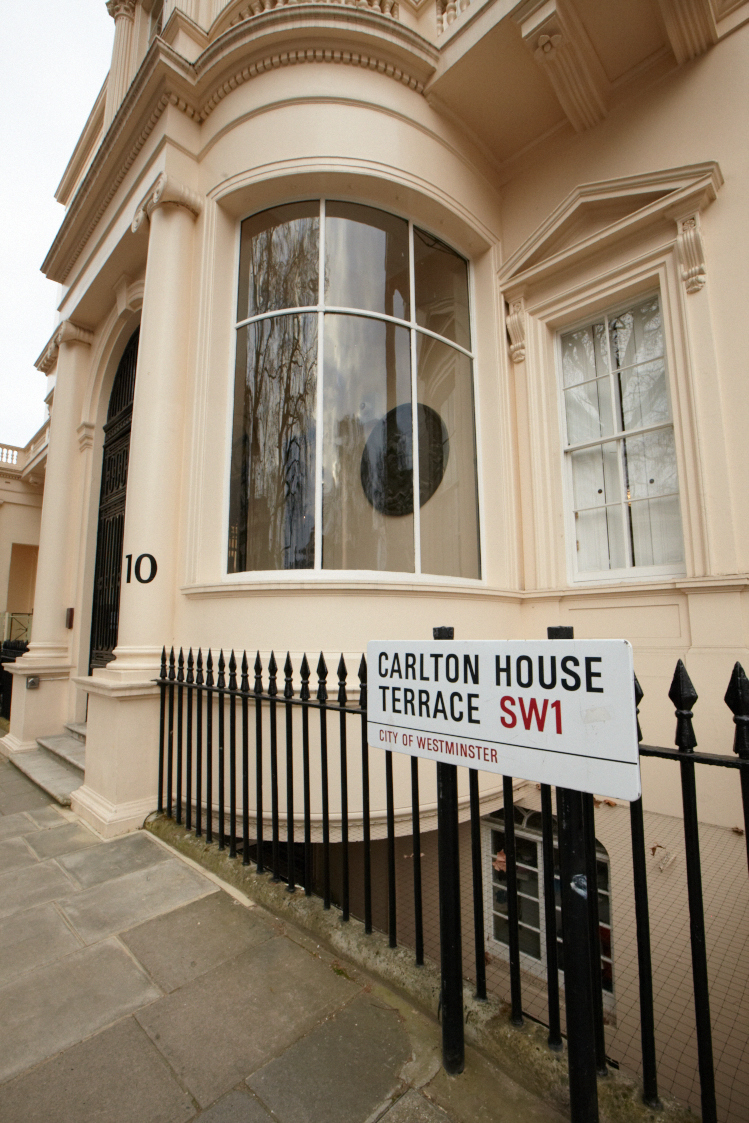
Gebouw van de British Academy in Londen

De British Academy (volledige naam: British Academy for the Promotion of Historical, Philosophical and Philological Studies) is een Brits wetenschappelijk genootschap met meer dan 800 leden. Het dient als nationale wetenschappelijke academie van het Verenigd Koninkrijk voor de Geesteswetenschappen. De Academy werd in 1902 bij Royal charter opgericht, gevestigd in Carlton House Terrace, Londen.

## Fellowship
De leden van de Academy worden "Fellows" genoemd en mogen achter hun naam de afkorting FBA voeren.

## Onderscheidingen
De volgende prijzen worden door de British Academy uitgereikt:
- Derek Allen Prize voor numismatiek, keltische studies en musicologie
- Burkitt Medal (naar Francis Crawford Burkitt) voor Bijbelwetenschap
- Grahame Clark Medal voor prehistorische archeologie
- Rose Mary Crawshay Prize voor geschiedenis en Engelse literaire kritiek
- Sir Israel Gollancz Prize voor studies betreffende geschiedenis, taal, filologie enzovoort daar waar het Engeland betreft
- Kenyon Medal for Classical Studies voor werk aangaande klassieke literatuur en archeologie
- Leverhulme Medal voor sociale wetenschappen
- Serena Medal voor werk aangaande Italië
- John Coles Medal
- Peter Townsend Policy Press Prize
- Wiley Prize in Economics voor economie
- Wiley Prize in Psychology voor psychologie
- President's Medal